# ام. سی. گینی
ام. سی. گینی (به انگلیسی: M. C. Gainey) (زادهٔ ۱۸ ژانویهٔ ۱۹۴۸) بازیگر آمریکایی است. از فیلم‌های او می‌توان به دزدیده‌شده، با دیدلز آشنا شوید، بالاخره رسیدیم؟، انهدام، مردی بی‌گناه، مجموعه تلویزیونی، آقای وودکاک، سرزمین عجایب، شهروند روث و جهش ایمان اشاره کرد.